# 手机刑警钱形泪
《手机刑警钱形泪》是2004年1月4日至2004年9月26日在日本BS-i电视台播出的电视连续剧，是手机刑警钱形系列的第3部电视剧。由黑川芽以和山下真司主演，共39集第一季13集，第二季26集。